# Ronchamp
Ronchamp là một xã trong vùng Bourgogne-Franche-Comté, thuộc tỉnh Haute-Saône, quận Lure (quận), tổng Champagney. Tọa độ địa lý của xã là 47° 42' vĩ độ bắc, 06° 38' kinh độ đông. Ronchamp nằm trên độ cao trung bình là 353 mét trên mực nước biển, có điểm thấp nhất là 320 mét và điểm cao nhất là 790 mét. Xã có diện tích 23,54 km², dân số vào thời điểm 1999 là 2965 người; mật độ dân số là 125 người/km².

## Thông tin nhân khẩu
- Ronchamp.fr

| 1962  | 1968  | 1975  | 1982  | 1990  | 1999  | 2006  |
| ----- | ----- | ----- | ----- | ----- | ----- | ----- |
| 2 981 | 3 058 | 3 087 | 3 132 | 3 088 | 2 965 | 2.924 |